# Гильотти, Мэрилин
Мэ́рилин Гильо́тти (англ. Marilyn Ghigliotti; 10 августа 1961, Нью-Йорк, Нью-Йорк, США) — американская актриса, визажист, парикмахер, фотограф, кинопродюсер, кинооператор, ассистент производства и свадебный стилист.

## Биография
Мэрилин Гильотти родилась 10 августа 1961 года в Нью-Йорке (штат Нью-Йорк, США) в семье выходцев из Пуэрто-Рико, хотя её отец имел итальянское происхождение. Большую часть детства и юности Гильотти провела в Сэйрвилле, штат Нью-Джерси, где и окончила среднюю школу в 1979 году. В разные годы жизни она также жила на Лонг-Айленде, в Камбрия-Хайтсе (боро Куинс) и два года в Пуэрто-Рико.
После окончания школы Гильотти получила лицензию косметолога с правом нанесения профессионального макияжа и причёсок. Она работала в парикмахерских, а позже начала кинокарьеру. В кино прославилась с ролью Вероники Лоурен в фильме «Клерки» (1994). Режиссёр фильма Кевин Смит взял её на эту роль за её способность плакать, говоря монолог для прослушивания. Позже она прослушивалась на роль в другой фильм Смита «Лоботрясы» и ей также предложили роль Ким в «В погоне за Эми», но ей было не комфортно целовать девушку в фильме, чего требовала роль.
Она выступала в общественном театре в районе Нью-Джерси. С переездом в Лос-Анджелес в 1998 году, помимо своей актёрской работы, Гиглиотти стала уважаемым визажистом как в кино и на телевидении, так и в качестве свадебного стилиста.
В 2008 году она получила номинацию «Лучшая актриса второго плана» Кинофестиваля в Южной Каролине за короткометражный фильм «DIG», который в итоге выиграл в номинациях «Лучшая актриса» и «Лучший режиссёр».

## Избранная фильмография
актриса
| Год  |   | Русское название | Оригинальное название | Роль            |
| ---- | - | ---------------- | --------------------- | --------------- |
| 1994 | ф | Клерки           | Clerks                | Вероника Лоурен |